# Tonight: Franz Ferdinand
Tonight: Franz Ferdinand treći je album škotske indie rock skupine Franz Ferdinand, koji je izašao 26. siječnja 2009. Prvi singl "Ulysses" izdan je tjedan dana prije albuma, 19. siječnja. Drugi singl "No You Girls" izdan je 6. travnja.

## Popis pjesama
1. "Ulysses"
2. "Turn It On"
3. "No You Girls"
4. "Twilight Omens"
5. "Send Him Away"
6. "Live Alone"
7. "Bite Hard"
8. "What She Came For"
9. "Can't Stop Feeling"
10. "Lucid Dreams"
11. "Dream Again"
12. "Katherine Kiss Me"